# Cereopsius cabigasi
Cereopsius cabigasi är en skalbaggsart som beskrevs av Antonio Vives 2005. Cereopsius cabigasi ingår i släktet Cereopsius och familjen långhorningar.
Artens utbredningsområde är Filippinerna. Inga underarter finns listade i Catalogue of Life.